# Бри (Эна)
Бри (фр. Brie) — коммуна во Франции, находится в регионе Пикардия. Департамент коммуны — Эна. Входит в состав кантона Тернье. Округ коммуны — Лан.
Код INSEE коммуны — 02122.

## Население
Население коммуны на 2010 год составляло 59 человек.
| 1962 | 1968 | 1975 | 1982 | 1990 | 1999 | 2010 |
| ---- | ---- | ---- | ---- | ---- | ---- | ---- |
| 97   | 80   | 73   | 58   | 60   | 69   | 59   |

## Экономика
В 2010 году среди 42 человек трудоспособного возраста (15—64 лет) 30 были экономически активными, 12 — неактивными (показатель активности — 71,4 %, в 1999 году было 79,6 %). Из 30 активных жителей работали 29 человек (15 мужчин и 14 женщин), безработной была 1 женщина. Среди 12 неактивных 2 человека были учениками или студентами, 7 — пенсионерами, 3 были неактивными по другим причинам.